# Elefantfugl
Elefantfuglene (latin: Aepyornithidae) er en uddød familie af strudsefuglene med to slægter Aepyornis og Mullerornis. De sidste elefantfugle (af arten Aepyornis maximus) forsvandt mellem år 1000 og 1100, muligvis på grund af menneskets indvandring til Madagaskar.

## Beskrivelse
Elefantfuglene levede på Madagaskar og var blandt verdens største fugle nogensinde. De kunne blive over 3 meter høje og veje mere end 500 kilo. Dermed er de i konkurrence med moaerne om at være verdens største fugle, da nogle moaer blev højere, men vejede mindre. Elefantfuglenes æg er også de største æg, der nogensinde har eksisteret, idet de overgår selv de største dinosaurers æg.
I modsætning til strudsen, der er høj og elegant, var elefantfuglen temmelig kompakt og kraftig. Den var ikke tilpasset et liv på savannen, men derimod nærmere et liv i tæt skov.

## Arter
Så vidt vides fandtes følgende arter af elefantfugle:
- Aepyornis gracilis Monnier, 1913
- Aepyornis hildebrandti Burckhardt, 1893
- Aepyornis maximus Geoffroy Saint-Hilaire, 1851
- Aepyornis medius Milne-Edwards & Grandidier, 1866
- Aepyornis titan (muligvis en variant af Aepyornis maximus)

- Mullerornis betsilei Milne-Edwards & Grandidier, 1894
- Mullerornis agilis Milne-Edwards & Grandidier, 1894
- Mullerornis rudis Milne-Edwards & Grandidier, 1894

## Sagn
Man mener, at de store elefantfugle gav inspirationen til sagnene om fuglen Rok, der bl.a. optræder i fortællingerne om Sinbad Søfareren. Marco Polo var den første, der anvendte navnet elefantfugl om den store fugl. H.G. Wells skrev om elefantfuglen i bogen Aepyornis Island.